# مايكل كابلان
مايكل كابلان (بالإنجليزية: Michael Caplan)‏ هو قاضي بريطاني، ولد في 1953.